# Резервний фонд Російської Федерації

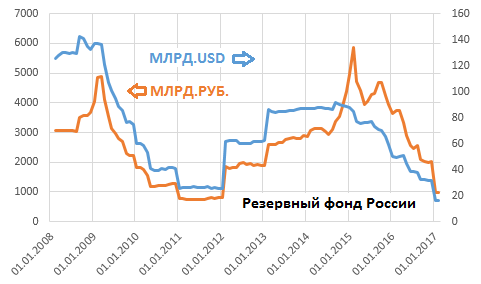
Резервний фонд Росії, динаміка змін 2008..2017

Резервний фонд Російської Федерації сформований 1 лютого 2008 року, після поділу Стабілізаційного фонду на Резервний фонд і Фонд національного добробуту Росії. З 1 січня 2018 Резервний фонд ліквідовано і приєднано до Фонду національного добробуту.

## Опис
Фонд являє собою частину коштів федерального бюджету, що підлягають відокремленому обліку та управління у цілях здійснення нафтогазового трансферту у разі недостатності нафтогазових доходів для фінансового забезпечення зазначеного трансферту.
Кошти резервного фонду враховуються в Золотовалютні резерви РФ.
Залишки коштів на окремих рахунках з обліку коштів резервного фонду на 1 липня склали:
- $ 7,62 млрд,
- 6,71 млрд євро
- 1,10 млрд фунтів стерлінгів.[1]

## Формування Резервного фонду
Резервний фонд формується за рахунок:
- нафтогазових доходів федерального бюджету в обсязі, що перевищує затверджену на відповідний фінансовий рік величину нафтогазового трансферту за умови, що накопичений обсяг Резервного фонду не перевищує його нормативної величини;
- доходів від управління коштами Резервного фонду.

В даний час у відповідності з Федеральним законом від 30 вересня 2010 року N 245-ФЗ «ПРО внесення змін у Бюджетний кодекс Російської Федерації та інші законодавчі акти Російської Федерації» (далі — Закон) з 1 січня 2010 року до 1 січня 2015 року нормативна величина Резервного фонду не визначається, нафтогазові доходи федерального бюджету не використовуються для фінансового забезпечення нафтогазового трансферту і для формування Резервного фонду і Фонду національного добробуту, а направляються на фінансове забезпечення витрат федерального бюджету.

## Управління коштами Резервного фонду
Цілями управління коштами Резервного фонду є забезпечення збереження коштів Фонду і стабільного рівня доходів від його розміщення в довгостроковій перспективі. Управління коштами фонду в зазначених цілях допускає можливість отримання негативних фінансових результатів у короткостроковому періоді.
Управління коштами Резервного фонду здійснюється Міністерством фінансів Російської Федерації в порядку, встановленому Урядом Російської Федерації. Окремі повноваження з управління коштами Резервного фонду можуть здійснюватися Центральним банком Російської Федерації.